# Mesochorus sordidus
Mesochorus sordidus är en stekelart som beskrevs av Schwenke 1999. Mesochorus sordidus ingår i släktet Mesochorus och familjen brokparasitsteklar. Inga underarter finns listade i Catalogue of Life.